# Districte de Visp

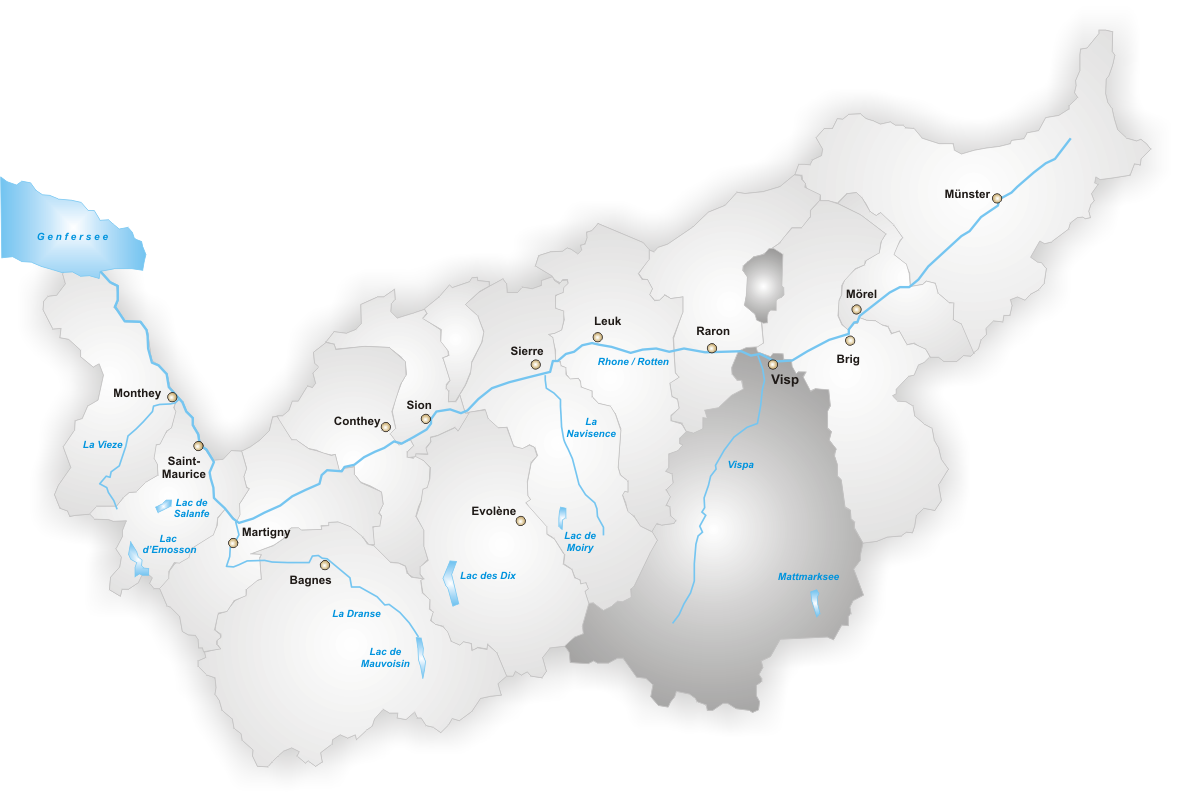
Districte de Visp

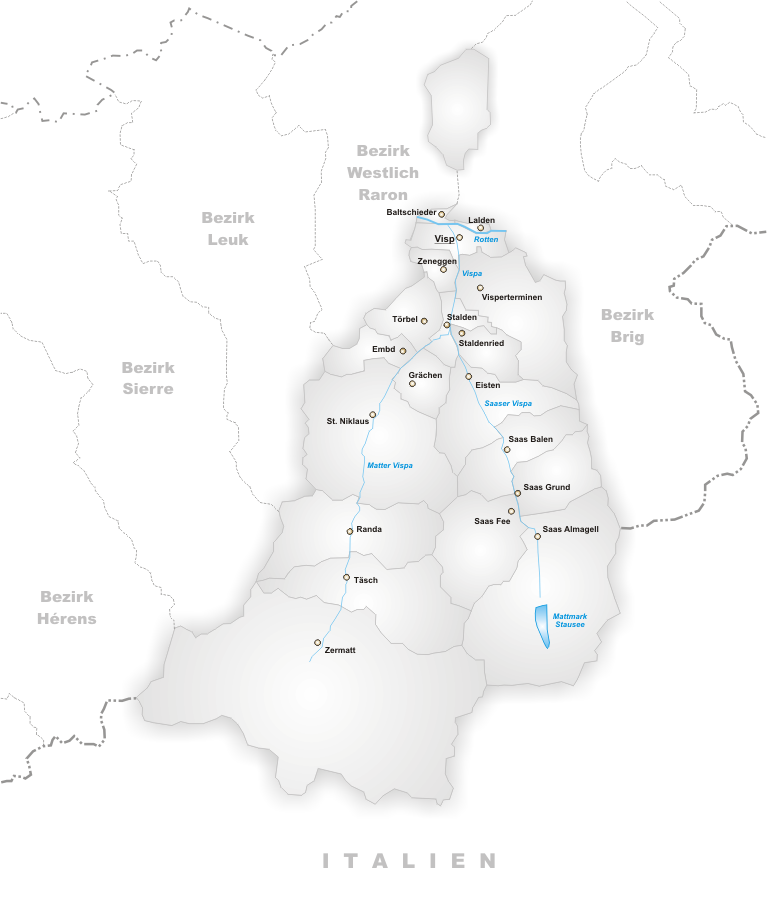
Municipis del districte de Visp

El districte de Visp (fr:Viège) és un dels 14 districtes del cantó suís de Valais, situat a la zona occidental i, per tant, germanòfona, del cantó. Té una superfície de 863,8 km² i una població de 27.149 habitants (cens de 2006). El cap del districte és Visp i té 19 municipis.

## Municipis
- CH-3937 Baltschieder
- CH-3909 Eisten
- CH-3926 Embd
- CH-3925 Grächen
- CH-3931 Lalden
- CH-3928 Randa
- CH-3905 Saas Almagell
- CH-3908 Saas Balen
- CH-3906 Saas-Fee
- CH-3910 Saas Grund
- CH-3924 St. Niklaus
- CH-3922 Stalden (Valais)
- CH-3933 Staldenried
- CH-3929 Täsch
- CH-3923 Törbel
- CH-3930 Visp
- CH-3932 Visperterminen
- CH-3934 Zeneggen
- CH-3920 Zermatt